# Ротенбург об дер Таубер
Ротенбург об дер Таубер (Rothenburg ob der Tauber) е малък град в район Ансбах в Средна Франкония, регион на Бавария в Германия.
Намира се на река Таубер. Има 11 053 жители (31 декември 2009).
До 1803 г. e Свободен град (на немски: Freie Reichsstadt).
Ротенбург е почти запазен средновековен град.